# Gerd-Bodo von Carlsburg
Gerd-Bodo von Carlsburg (* 18. August 1942 in Dresden) ist ein deutscher Erziehungswissenschaftler und emeritierter Professor mit Lehrauftrag der Pädagogischen Hochschule Heidelberg - University of Education, einer bildungswissenschaftlichen Hochschule universitären Profils mit einem gemeinsamen Masterstudiengang der Profile Sekundarstufe I sowie Gymnasium mit der Universität Heidelberg.

## Leben
Gerd-Bodo von Carlsburg absolvierte ein Lehramtsstudium an der Universität Hamburg und legte hier 1970 die Erste Staatsprüfung, 1972 die Zweite Staatsprüfung ab. Er unterrichtete an der ehemaligen Lichtwarkschule, heutige Heinrich-Hertz-Schule, in Hamburg, vorwiegend in der Oberstufe der Abt. Gymnasium. Nach der Promotion 1972 wirkte er als Lehrbeauftragter an der Universität Hamburg. Parallel dazu, von 1973 bis 1975, arbeitete er als Akademischer Rat an der Bergischen Universität Wuppertal. Ab 1. März 1975 war er Professor an der Pädagogischen Hochschule Heidelberg. 1982 bis 1984 war er Vertreter des ordentlichen Lehrstuhls für Geschichte und Systematik der Erziehung an der Helmut-Schmidt-Universität Hamburg. An der Pädagogischen Hochschule Heidelberg - University of Education war er von 1991 bis 1994 Fachbereichsleiter und 1994/95 Prodekan, später Institutsdirektor. Seit 1994 nimmt er eine Gastprofessur an der Pädagogischen Universität Vilnius, spätere Litauische Universität für Bildungswissenschaften, heutige Vytautas Magnus Universität, wahr. 1996 bis 2000 war er auch Gastprofessor an der Pädagogischen Universität Tallinn, heutige Universität Tallinn. Nach 2000 war er außerdem Gastprofessor an der Musikakademie Tallinn, bis 2012 und 2016 auch 2018–2021 Lehrbeauftragter an der Pädagogischen Hochschule Karlsruhe und bis 2012 zudem Lehrbeauftragter an der Hochschule für Musik Trossingen.
1992 wurde er zum Oberst d.R. befördert.
Darüber hinaus war er zwei Jahre Vorsitzender der DGfE-Sektion Differentielle Erziehungs- und Bildungsforschung und der DGfE-Kommission Psychoanalytische Pädagogik. Er ist Präsident des Weltbundes für Erneuerung der Erziehung e.V., Ehrenmitglied des EIPOS-Instituts e.V. (Europäisches Institut für postgraduale Bildung) an der Technischen Universität Dresden und Mitglied der Vereinigung Europäischer Journalisten - Deutsche Gruppe e.V.

## Auszeichnungen
- 1973 Aulis Förderpreis für den naturwiss. u. mathem. Unterricht / Chemie
- 1991 Ehrenkreuz der Bundeswehr in Gold
- 2012 Goldener Zugvogel (Pädagogische Hochschule Heidelberg)
- 2023 Verdiensturkunde und -medaille der Vytautas Magnus Universität[3]

## Ehrungen
- Ehrendoktor (1995) der Akademie für Bildungswissenschaften (Vilnius) der Vytautas Magnus Universität (Kaunas) - Litauen
- Ehrendoktor (1999) der Universität Tallinn - Estland

## Veröffentlichungen (Auswahl)
- mit G. Kvieskienė (eds.): Prototype Modelling in Social-Emotional Education. At the Example of a COVID-19 Online Learning Environment. (= Neue Denkansätze in den Bildungs- und Sozialwissenschaften. New Approaches in Educational and Social Sciences. Band/Vol. 39). Peter Lang, Berlin 2022.
- mit A. M. Stroß (Hrsg.): (Un)pädagogische Visionen für das 21. Jahrhundert. (Non-)Educational Visions for the 21st Century. (= Baltische Studien zur Erziehungs- und Sozialwissenschaft. Baltic Studies in Educational and Social Sciences. Band 37). Peter Lang, Berlin 2021.
- mit G. Kvieskienė, V. Kvieska: Social Clustering: Paradigm of Trust (= Baltische Studien zur Erziehungs- und Sozialwissenschaft. Baltic Studies in Educational and Social Sciences. Band 35). Peter Lang, Berlin 2020.
- mit H. Wehr (Hrsg.): Kooperatives Lehren und Lernen lernen (= Pädagogik und Psychologie). 6. Auflage. Brigg, Augsburg 2020.
- mit H. Wehr (Hrsg.): Erlebnispädagogik. Theorie, Praxis und Projekte für die Schule (= Pädagogik und Psychologie). 5. Auflage. Brigg, Augsburg 2020.
- (Hrsg./ed.): Transkulturelle Perspektiven in der Bildung. Transcultural Perspectives in Education. (= Baltische Studien zur Erziehungs- und Sozialwissenschaft. Baltic Studies in Educational and Social Sciences. Band 34). Peter Lang, Berlin 2019.
- mit K.-H. Dammer, H. Wehr (Hrsg.): "Hätte ich doch nicht weggeschaut!" Zivilcourage früher und heute. (= Pädagogik). 3. Auflage. Brigg, Augsburg 2019.
- (Hrsg./ed.): Denk- und Lernkulturen im wissenschaftlichen Dialog. Cultures of Thinking and Learning in the Scientific Discourse. (= Baltische Studien zur Erziehungs- und Sozialwissenschaft. Band 32). Peter Lang Edition, Frankfurt 2017.
- (Hrsg./ed.): Strategien der Lehrerbildung. Zur Steigerung von Lehrkompetenzen und Unterrichtsqualität. Strategies for Teacher Training. Concepts for Improving Skills and Quality of Teaching. (= Baltische Studien zur Erziehungs- und Sozialwissenschaft. Band 31). Peter Lang Edition, Frankfurt 2016.
- mit R. Jucevičius, J. Bruneckienė (eds.): International Practices of Smart Development. (= Baltische Studien zur Erziehungs- und Sozialwissenschaft. Band 30). Peter Lang Edition, Frankfurt 2015.
- mit G. Arnhardt (Hrsg.): Jan Amos Comenius. Über sich und die Erneuerung von Wissenschaft, Erziehung und christlicher Lebensordnung. Bände 1/2. Brigg, Augsburg 2014.
- mit Th. Vogel (Hrsg./eds.): Bildungswissenschaften und akademisches Selbstverständnis in einer globalisierten Welt. Education and Academic Self-concept in the Globalized World. (= Baltische Studien zur Erziehungs- und Sozialwissenschaft. Band 28). Peter Lang Edition, Frankfurt 2014.
- mit A. Kraus, M. Buhl (Eds.): Performativity, Materiality and Time - Tacit Dimensions of Pedagogy. Waxmann, Münster 2014.
- (Hrsg./ed.): Bildungswissenschaft auf der Suche nach globaler Identität. Educational Sciences in Search of Global Identity. (= Baltische Studien zur Erziehungs- und Sozialwissenschaft. Band 26). Peter Lang Edition, Frankfurt 2013.
- mit H. Wehr: Bildung zur Selbstbildung. Reihe: Pädagogik. 2. Auflage. Brigg Pädagogik, Augsburg 2012.
- (Hrsg./ed.): Enkulturation durch sozialen Kompetenzerwerb. Enculturation by Acquiring of Social Competences. (= Baltische Studien zur Erziehungs- und Sozialwissenschaft. Band 22). Lang, Frankfurt 2011.
- mit S. Bürgermann: Pädagogische Therapie. Identitätsprobleme erfolgreich behandeln. (= Pädagogik und Psychologie). Brigg Pädagogik, Augsburg 2010.
- (Hrsg.): Enkulturation und Bildung. (= Erziehungskonzeptionen und Praxis. Band 73). Lang, Frankfurt 2009.
- (Hrsg./ed.): Qualität von Bildung und Kultur. The Quality of Education and Culture. (= Baltische Studien zur Erziehungs- und Sozialwissenschaft. Band 17). Lang, Frankfurt 2009.
- (Hrsg./ed.): Bildungs- und Kulturmanagement. The Management of Education and Culture. (= Baltische Studien zur Erziehungs- und Sozialwissenschaft. Band 15). Lang, Frankfurt 2008.
- (Hrsg./ed.): Entwicklung erziehungswissenschaftlicher Paradigmen: Theorie und Praxis. Development of Educational Paradigms: Theory and Practice. (= Baltische Studien zur Erziehungs- und Sozialwissenschaft. Band 14). Lang, Frankfurt 2007.
- mit H. Wehr (Hrsg.): Gewalt beginnt im Kopf. (= Schule und Unterricht). Auer, Donauwörth 2005.
- mit M. Heitger (Hrsg.): Der Lehrer – ein (un)möglicher Beruf. (= Erziehungskonzeptionen und Praxis. Band 61). Lang, Frankfurt 2005.
- mit I. Musteikienė (Hrsg./eds.): Bildungsreform als Lebensreform. Educational Systems Development as Development of Human Being. (= Baltische Studien zur Erziehungs- und Sozialwissenschaft. Band 13). Lang, Frankfurt 2005.
- mit P. Jucevičienė, G. Merkys (eds.): Learning and Development for Innovation, Networking and Cohesion. (= Baltische Studien zur Erziehungs- und Sozialwissenschaft. Band 12). Lang, Frankfurt 2005.

G.-B. v. Carlsburg ist Herausgeber folgender Reihen (Auswahl):
- Erziehungskonzeptionen und Praxis. Educational Concepts and Practice. (seit 1984). Peter Lang, Berlin.
- Baltische Studien zur Erziehungs- und Sozialwissenschaft - Baltic Studies for Educational and Social Sciences. (1998–2022). Mit A. Liimets, N. Mažeikienė. Peter Lang, Berlin.
- Neue Denkansätze in den Bildungs- und Sozialwissenschaften. New Approaches in Educational and Social Sciences. (seit 2022). Mit N. Mažeikienė. Peter Lang, Berlin.
- Schriftenreihe des Weltbundes für Erneuerung der Erziehung. Internationale Pädagogik – Reformpädagogik. (1998–2006). Beltz Wissenschaft / Deutscher StudienVerlag, Weinheim.

- Bildung und Erziehung. (1991–2006). Mit J. Petersen. Auer, Donauwörth.
- Schule und Unterricht. (1991–2006). Mit J. Petersen. Auer, Donauwörth.
- Innovation und Konzeption. (1991–2006). Mit J. Petersen. Auer, Donauwörth.
- Geschichte und Reflexion. (1996–2006). Mit J. Petersen. Auer, Donauwörth.

- Pädagogik. (2008–2010). Mit J. Petersen. Brigg Pädagogik, Augsburg.
- Pädagogik. (2011–2022). Mit J. Petersen. Brigg, Augsburg.
- Pädagogik und Psychologie. (2011–2022). Mit J. Petersen. Brigg, Augsburg.
- Didaktische Welten. (2008–2013). Mit J. Petersen. Brigg, Augsburg.

G.-B. v. Carlsburg ist Mitherausgeber folgender Zeitschriften:
- New Era in Education. The Journal of the World Education Fellowship. (seit 1998)
- Pedagogika. (2000–2018). Litauische Universität für Bildungswissenschaften. (seit 2019). Universitas Vytauti Magni Caunae (Litauen)
- Socialinis Tyrimai. (Sozialforschung) (2007–2018). Litauische Universität für Bildungswissenschaften. (seit 2019). Universitas Vytauti Magni Caunae (Litauen)